# Aero A.11
Pour les articles homonymes, voir A.11.
L'Aero A.11 est un avion biplan biplace tchèque à ailes inégales de construction en bois entoilée de l'entre-deux-guerres.
Dérivé du A.12 (la séquence numérique est inversée) et dessiné par Antonin Husnik, le prototype fut achevé en 1923. Il donna naissance à toute une série d’appareils civils et militaires construits jusqu’en 1928. On compte 22 versions et dérivés du A.11 pour un total d’environ 440 appareils sortis d’usine. Cet appareil avait la réputation d’être robuste et facile à piloter, et il était aussi maniable et rapide pour l’époque.

## Versions et dérivés directs

### Aero A.11
Version de base, biplace de bombardement et reconnaissance, 107 exemplaires construits jusqu’en 1928. En septembre 1925 un Aero A.11 établit un nouveau record de durée (tchèque) en tenant l’air 12 heures et 15 minutes.

#### Aero A.11HS
Version à moteur Hispano-Suiza 8Fb dont 8 exemplaires furent vendus à la Finlande en 1927 [AE-41/48] pour remplacer ses vieux Breguet. Utilisés pour l'entraînement et la reconnaissance, ils devaient rester en service jusqu’en 1939 et le [AE-47] est aujourd’hui encore conservé au Musée finlandais de l’aviation militaire. Sur un A.11HS le chef pilote établit en 1927 un record original : 225 loopings en 45 minutes.

#### Aero A.11N
Un A-11 modifié pour le vol en reconnaissance de nuit.

### Aero Ab.11
Version de bombardement pur du A-.1, 84 appareils construits entre 1925 et 1931. Sur un Ab.11 immatriculé [L-BUCD] l’équipage Vilem Stanovský/František Simek effectua en 1926 un périple de 15 000 km (91 h 52 de vol), visitant 23 pays.

#### Aero Ab.11d
Bombardier léger remotorisé avec un Breitfeld & Danèk Perun II de 240 ch.

#### Aero Ab.11N
Bombardier de nuit.

### Aero A.21
Adaptation du A.11 à l'entraînement au vol de nuit, avec moteur Breitfeld & Danèk Perun I de 180 ch. Petite série.

#### Aero A.211
Biplan biplace d'entraînement également construit en petite série, mais avec un moteur Walter Castrol de 240 chevaux.

### Aero A.22
Version de transport commercial du A.11 apparue en 1924, le cockpit arrière étant aménagé pour 2 passagers. Le pilote prenait donc place à l’avant et le moteur était un Maybach Mb IV de 240 ch. Petite série.

### Aero A.25
Biplace d’école similaire au A.21 avec un moteur BMW IIIa de 185 ch. 15 exemplaires construits en 1925.

#### Aero A.125
Identique au A.25 et également destiné à l'entraînement, mais avec un moteur Breitfeld & Danèk Perun I de 180 ch. 12 exemplaires construits.

### Aero A.29
Version hydravion à flotteur du A-11 avec un moteur Breitfeld & Danèk Perun II de 240 ch. 9 appareils construits en 1926 et utilisés comme remorqueurs de cibles pour d'entraînement de la DCA tchèque.